# Klimstrook

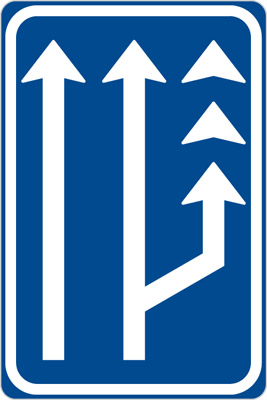
Tsjechisch verkeersbord dat een klimstrook aanduidt.

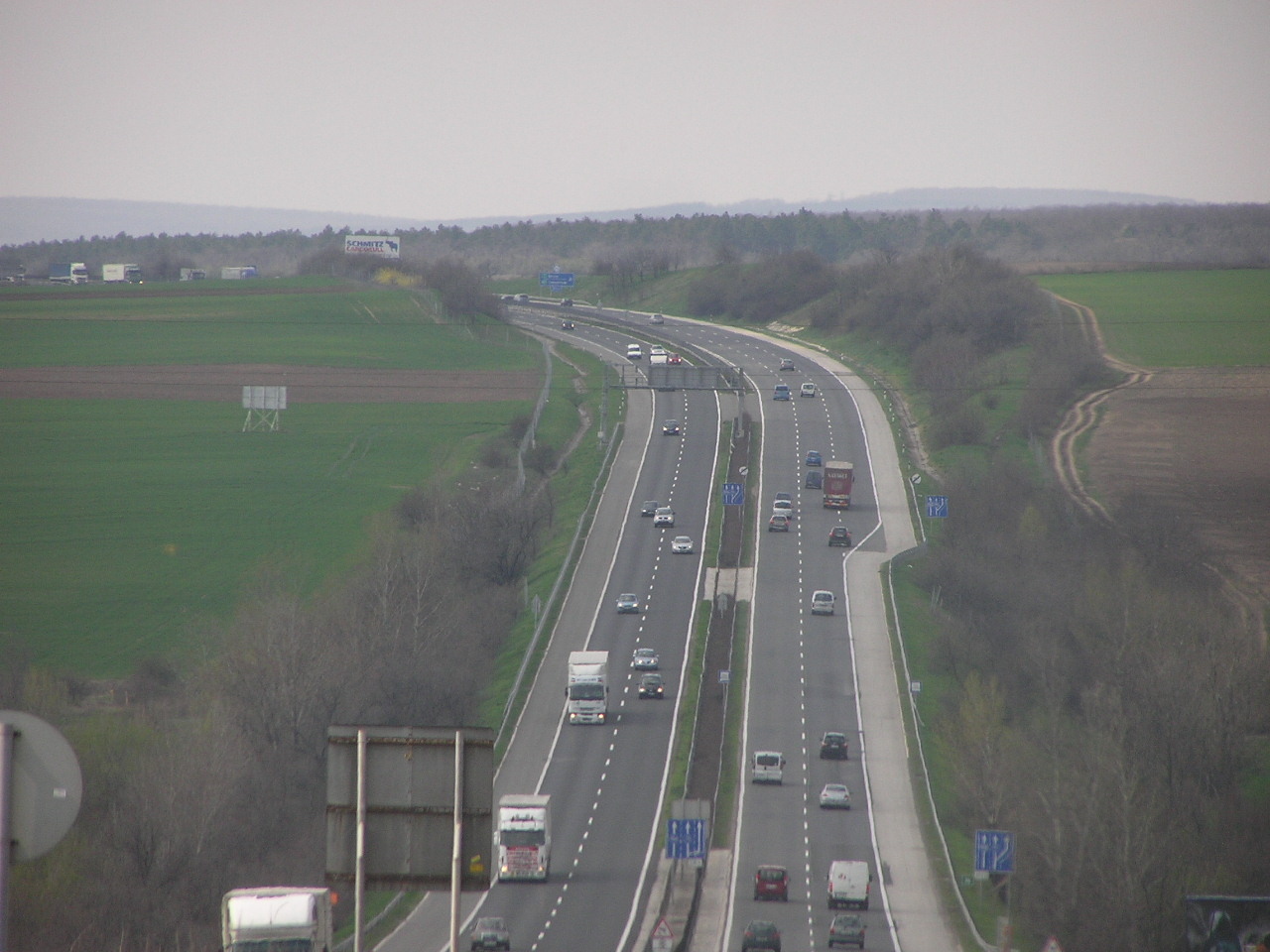
Een klimstrook in Hongarije

Een klimstrook, ook wel kruipstrook of kruipspoor genoemd, is een speciale rijstrook die zich bevindt naast de normale rijbaan van een autosnelweg, op plaatsen waar deze sterk stijgt. Deze rijstrook dient te worden gebruikt door (vracht)verkeer dat slechts met zeer beperkte snelheid helling opwaarts kan rijden. Zodoende wordt voorkomen dat dit langzame verkeer het overige verkeer hindert. De aanwezigheid van een klimstrook wordt duidelijk gemaakt door borden en vaak ook een afwijkende wegmarkering.
Deze speciale rijstroken zijn in veel bergachtige landen te vinden op autowegen en doorgaande wegen. In Nederland waren dergelijke kruipsporen vroeger aanwezig op de A35 bij Nijverdal, A76 nabij Simpelveld, op de A2 bij Meerssen (de Kruisberg) en op de N278, maar door het toevoegen van een extra reguliere rijstrook als inhaalstrook, waren deze voorzieningen niet meer nodig.